# Livingston Football Club 2022-2023
Questa voce raccoglie le informazioni riguardanti il Livingston Football Club nelle competizioni ufficiali della stagione 2022-2023.

## Stagione
- In Scottish Premiership il Livingston si classifica all'8º posto (46 punti), dietro al Motherwell e davanti al St. Johnstone.
- In Scottish Cup viene eliminato al quinto turno contro l'Inverness (0-3).
- In Scottish League Cup viene eliminato al secondo turno contro il Dundee Utd (1-2).

## Maglie e sponsor
Il fornitore tecnico per la stagione 2022-2023 è Joma, mentre lo sponsor ufficiale è Phoenix Drilling Ltd.
| Casa | Trasferta |

## Rosa
| N. |                           | Ruolo | Calciatore       |
| -- | ------------------------- | ----- | ---------------- |
| 1  | Inghilterra (bandiera)    | P     | Shamal George    |
| 2  | Scozia (bandiera)         | D     | Nicky Devlin     |
| 4  | Inghilterra (bandiera)    | D     | Tom Parkes       |
| 5  | Inghilterra (bandiera)    | D     | Jack Fitzwater   |
| 6  | Inghilterra (bandiera)    | C     | Ayo Obileye      |
| 7  | Rep. del Congo (bandiera) | C     | Dylan Bahamboula |
| 8  | Scozia (bandiera)         | C     | Scott Pittman    |
| 9  | Scozia (bandiera)         | A     | Bruce Anderson   |
| 11 | Colombia (bandiera)       | C     | Cristian Montaño |
| 12 | Scozia (bandiera)         | D     | Jamie Brandon    |
| 15 | Galles (bandiera)         | D     | Morgan Boyes     |
| 16 | Scozia (bandiera)         | C     | Steven Bradley   |

| N. |                            | Ruolo | Calciatore       |
| -- | -------------------------- | ----- | ---------------- |
| 17 | Scozia (bandiera)          | C     | Stephen Kelly    |
| 18 | Scozia (bandiera)          | C     | Jason Holt       |
| 19 | Inghilterra (bandiera)     | A     | Joel Nouble      |
| 22 | Scozia (bandiera)          | C     | Andrew Shinnie   |
| 23 | Rep. Dominicana (bandiera) | D     | Luiyi de Lucas   |
| 24 | Scozia (bandiera)          | D     | Sean Kelly       |
| 28 | Inghilterra (bandiera)     | A     | Kurtis Guthrie   |
| 29 | Scozia (bandiera)          | D     | James Penrice    |
| 32 | Scozia (bandiera)          | P     | Jack Hamilton    |
| 33 | Belgio (bandiera)          | C     | Stephane Omeonga |
| 40 | Irlanda (bandiera)         | C     | Jaze Kabia       |